# Foreningen Norden
Foreningen Norden eller Foreningen NORDEN arbejder for øget samarbejde i Norden, bl.a. ved at sætte fokus på de nordiske sprog, kultur, historie og samfundsliv i de nordiske lande. Foreningen Norden samarbejder med tilsvarende foreninger i de øvrige nordiske lande og selvstyrende områder. Foreningen er politisk uafhængig. Formen for Norden-foreningernes samarbejde er fastlagt i vedtægterne for Foreningerne Nordens Forbund (FNF), hvor de enkelte foreninger samarbejder igennem. Foreningerne har et samlet medlemstal på cirka 45.000. Foreningen i Sverige er den største med ca. 10.000 medlemmer, Åland den mindste med 328.[kilde mangler] Foreningen Norden findes i Danmark (inklusive Sydslesvig), Sverige, Norge, Finland, Island, Åland, Grønland og Færøerne. Foreningen Norden i Danmark har 9.700 medlemmer i mere end 80 lokalafdelinger. Medlemsbladet Norden Nu udkommer fire gange om året.

## Medlemmer
| Land/Region | Grundlæggelsesår | Lokal navn                      | Medlemmer | Lokale afdelinger | Referencer        |
| ----------- | ---------------- | ------------------------------- | --------- | ----------------- | ----------------- |
| Danmark     | 1919             | Foreningen Norden               | 9.700     | 80                | [ 3 ]             |
| Norge       | 1919             | Foreningen Norden               | 4.500     | 70                | [ 5 ]             |
| Sverige     | 1919             | Föreningen Norden               | 10.000    | 100               | [ 2 ]             |
| Island      | 1922             | Norræna félagið                 |           | 30                | [ 6 ]             |
| Finland     | 1924             | Pohjola – Norden                | 8.000     | 100               | [ 7 ] [ 8 ] [ 9 ] |
| Færøerne    | 1951             | Norrønafelagið                  |           |                   |                   |
| Åland       | 1979             | Föreningen Norden               | 300       |                   |                   |
| Grønland    | 1991 (nedlagt)   | Peqatigiiffik Nunat Avannarliit |           |                   |                   |
| Grønland    | 2021             | Nunat Avannarlermioqatigiit     |           |                   | [ 10 ]            |

## Baggrund
Foreningen blev oprettet efter første verdenskrig (1914-1918) i alle nordiske lande, men ideen om et skandinavisk og nordiske samarbejde går længere tilbage. Den nordiske samarbejdsproces har foregået siden de første nordiske statsdannelser begyndte i 700-tallet, og kulminerede med Dronning Margrethe og Kalmarunionen (1397-1523), da hele Norden blev samlet til et rige.
På trods af, at forholdet mellem de nordiske stater til tider har været præget af splid og uenighed, har den nordiske identitet bestået. Sproget og kulturen blandt de nordiske lande minder om hinanden, og har derfor frem til i dag udgjort grundvoldene i den nordiske identitet, og der har været flere forsøg på at give denne identitet en politisk ramme. Den politiske støtte til skandinavismen faldt efter den dansk-tyske krig i 1864. Den svenske og norske regering havde lovet, at opfylde deres militære bistand, men undlod at opfylde denne på trods af både international solidaritet og erklæret kongelig støtte fra Karl IV. Til trods for dette havde Skandinavismen stadig støtter og en lang række skandinaviske foreninger opretholdt og forlængede kontrakter.
Forholdet mellem de skandinaviske lande blev gradvist forbedret frem mod århundredeskiftet. Den skandinaviske møntunion (1873-1924) og den fredelige unionsopløsning mellem Norge og Sverige i 1905 demonstrerede både den politiske vilje og det folkelige ønske om at opretholde det gode forhold mellem de skandinaviske lande. Første verdenskrig styrkede behovet og støtten for det nordiske samarbejde. Selvom at de nordiske lande havde forholdt sig neutrale under krigen, så havde dens økonomiske konsekvenser været store. På denne baggrund blev Foreningen Norden oprettet i 1919.

## Stiftelsen og foreningens virke
Foreningen blev grundlagt for at styrke de økonomiske bånd, men i ligeså høj grad for at styrke den fælles nordiske kultur, samfund og historiske baggrund. Foreningen har siden grundlæggelsen formidlet kendskabet til den nordiske kultur, sprog og samfundet, og været en drivkraft for de fredelige forhold mellem de nordiske lande. Foreningen har ligeledes været involveret i politiske sager som Svalbard-spørgsmålet i 1919-1920, Grønlandssagen mellem Danmark og Norge, Finlandshjælpen under vinterkrigen i 1939-1940 og i diskussionen omkring et fælles nordisk arbejdsmarked og NORDØK i efterkrigstiden. Foreningen samarbejder ofte med nordiske regeringer, Nordisk Råd, Nordisk Ministerråd samt ikke-statslige organisationer og den private sektor.
Nogle eksempler på foreningens virke inkludere: Formidling af sommerjobs, boliger, kulturaktiviteter til nordisk ungdom gennem Nordjobb-programmet, organisering af seminarer og debatter rund i landet for at sprede kendskab og interesse om Norden og nordiske temaer. Et andet arrangement er den årlige uddeling af Nordens Sprogpris. Prisen blev etableret i 2010.
Foreningen Norden står også bag Norden i Skolen, en platform med undervisningsmateriale på alle nordiske sprog målrettet lærer i nordiske grundskoler og gymnasier.
Foreningen har to gange været indstillet til Nobels fredspris (i 1933 og 1934), dog uden at modtage den.
Foreningen Norden har en ungdomsafdeling, Foreningen Nordens Ungdom. Foreningen Nordens Ungdom tæller fem lokalafdelinger og har knap 450 medlemmer i hele landet.

## Foreningens formænd
Listen viser foreningens landsformænd siden 1919.
| Årstal    | Navn                                                 |
| --------- | ---------------------------------------------------- |
| 1919-1920 | Frederik de Jonquières, overpræsident                |
| 1920-1939 | Michael Koefoed, generaldirektør                     |
| 1939-1960 | C.V. Bramsnæs, fhv. nationalbankdirektør             |
| 1960-1964 | Olaf Hedegaard, bankdirektør                         |
| 1964-1971 | Erik Eriksen, fhv. statsminister                     |
| 1971-1973 | Svend Aage Lund, chefredaktør                        |
| 1973-1975 | Svend Horn, fhv. trafikminister                      |
| 1975-1982 | Erik Andersen, direktør                              |
| 1982-1984 | Asger Baunsbak-Jensen, sognepræst, fhv. partiformand |
| 1984-1999 | Dorte Bennedsen, fhv. minister, folketingsmedlem     |
| 1999-2000 | Hans Engell, fhv. minister, folketingsmedlem         |
| 2000-2003 | Knud Enggaard, fhv. minister, folketingsmedlem       |
| 2003-2008 | Frode Sørensen, fhv. minister, folketingsmedlem      |
| 2008-2013 | Arne Nielsen, chefkonsulent                          |
| 2013-2015 | Karen Ellemann, fhv. minister, folketingsmedlem      |
| 2015-2019 | Mogens Jensen, fhv. minister, folketingsmedlem       |
| 2019-2021 | Marion Pedersen, fhv. folketingsmedlem               |
| 2021-     | Lars Barfoed, fhv. minister                          |

## Eksterne links
- Foreningen NORDENs hjemmeside Arkiveret 29. oktober 2020 hos  Wayback Machine
- Foreningen NORDEN på YouTube
- Foreningerne Nordens Forbunds hjemmeside Arkiveret 13. maj 2020 hos  Wayback Machine
- Nordjobbs hjemmeside Arkiveret 12. januar 2016 hos  Wayback Machine